# Unión Ecuatoriana
El movimiento Unión Ecuatoriana fue un movimiento político de tercera vía registrado para participar en las elecciones presidenciales de 2017 por el exfiscal general del Estado Washington Pesántez.Se disolvió en 2021.

## Historia
El movimiento fue fundado por Washington Pesántez, exfiscal general del Estado durante el gobierno de Rafael Correa. Para las elecciones presidenciales de 2017 su candidato a la presidencia fue el mismo Washington Pesántez en binomio con Álex Alcívar Viteri; entre sus propuestas de campaña se encontraba crear una nueva asamblea constituyente, puesto que consideraban que la Constitución de Ecuador de 2008 estableció un régimen autoritario durante la presidencia de Rafael Correa.
Para las elecciones presidenciales de 2021 el movimiento tuvo como candidato a Geovanny Andrade, a quien luego le quitarían el respaldo tras descubrir que se plan de gobierno habría sido plagiado con más del 61% de su contenido extraído de Wikipedia. Este candidato también sería blanco de otras controversias, entre ellas, por asegurar haber sido drogado con escopolamina durante uno de los debates presidenciales y por tal razón haber hecho una declaración polémica sobre el abuso sexual a menores que consistía en que hay que averiguar por qué los menores tienen relaciones sexuales tan temprano.
El 27 de noviembre de 2021, el Consejo Nacional Electoral disolvió al partido por no cumplir el porcentaje necesario de votación o cargos electos en 2 elecciones consecutivas.

## Resultados electorales

### Elecciones presidenciales
| Año  | Candidatos          | Candidatos          | Primera vuelta | Primera vuelta | Posición           | Nota                  |
| Año  | Presidente          | Vicepresidente      | Votos          | %              | Posición           | Nota                  |
| ---- | ------------------- | ------------------- | -------------- | -------------- | ------------------ | --------------------- |
| 2017 | Washington Pesántez | Álex Alcívar Viteri | 71 107         | 0,75           | Octavo lugar       | Primera participación |
| 2021 | Geovanny Andrade    | Katherine Mata      | 20 245         | 0,22           | Decimoquinto lugar | Respaldo retirado     |

### Elecciones legislativas
| Año  | Cabeza de lista | Lista Nacional | Lista Nacional | Lista Nacional | Listas provinciales | Listas provinciales | Listas provinciales | Listas del exterior | Listas del exterior | Listas del exterior |
| Año  | Cabeza de lista | Votos          | %              | Escaños        | Votos               | %                   | Escaños             | Votos               | %                   | Escaños             |
| ---- | --------------- | -------------- | -------------- | -------------- | ------------------- | ------------------- | ------------------- | ------------------- | ------------------- | ------------------- |
| 2017 | Raúl Vayas      | 66 489         | 0,79           | 0              | 71 917              | 0,86                | 0                   | 1 778               | 1,67                | 0                   |
| 2021 | César Rodríguez | 59 080         | 0,74           | 0              | 110 920             | 1,36                | 1                   | 568                 | 0,57                | 0                   |

### Elecciones seccionales
| Año  | Prefecturas | Alcaldías |
| ---- | ----------- | --------- |
| 2019 | 1/23        | 10/221    |